# Sollacher Forst

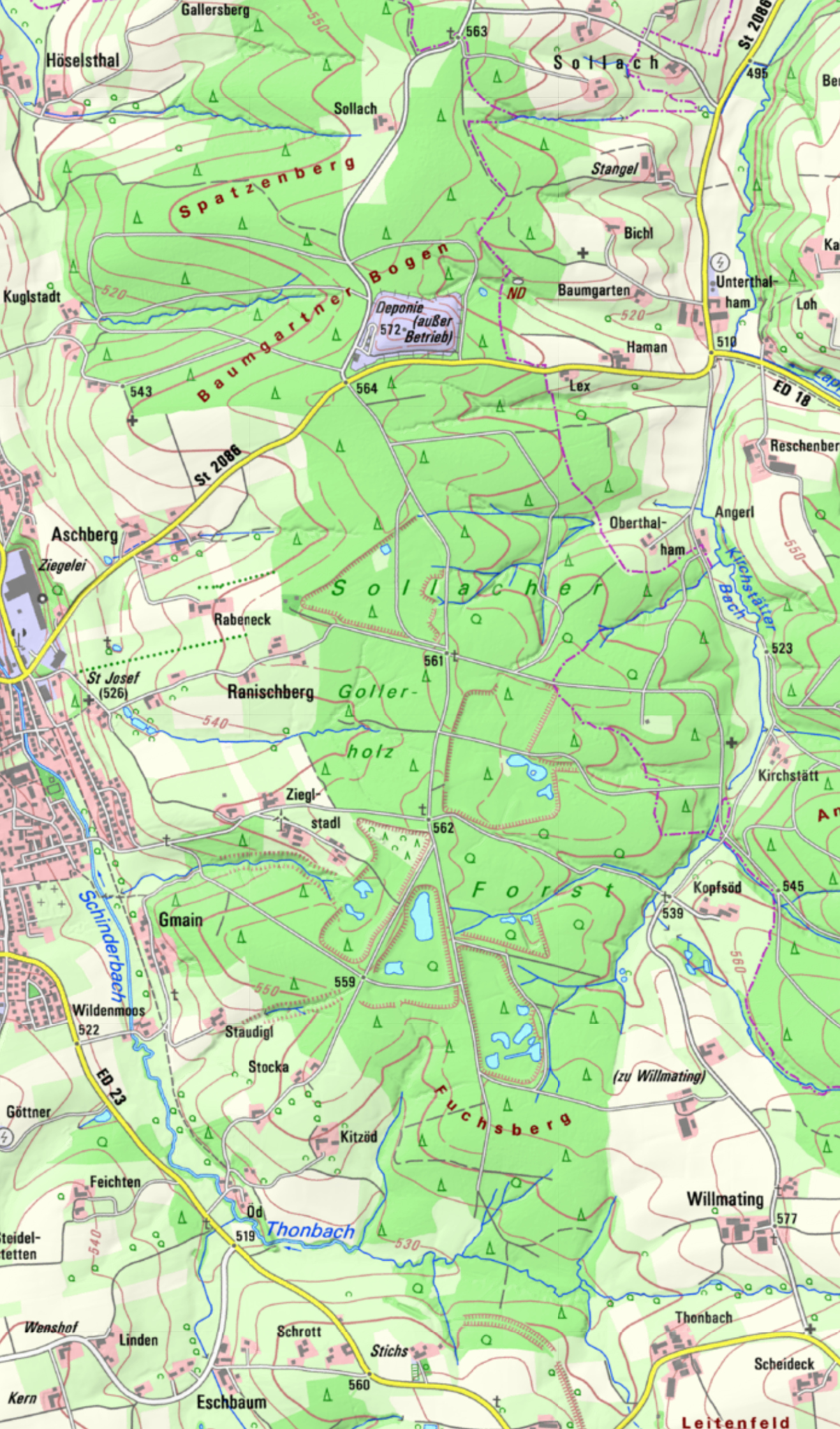
Topographische Gebietskarte des Sollacher Forst

Der Sollacher Forst ist eine Gemarkung auf dem Gemeindegebiet von Isen im oberbayerischen Landkreis Erding. Der Sollacher Forst, von dem ein kleiner Teil in der Gemeinde Lengdorf liegt, ist jedoch größer als die Gemarkung, in dem der Hof Sollach 1 (ein weit abgelegener Einzelhof des überwiegend in der Gemeinde Lengdorf befindlichen Weilers Sollach) als Gemarkungs-Enklave von Westach liegt. Der Weiler ist der Namensgeber des Waldgebiets.
Sie liegt im Nordosten der Gemeinde zwischen dem oberen Isental und dem Lappachtal und ist fast vollständig bewaldet. Auf der etwa 3,68 km² großen Gemarkung gibt es keine Siedlungen. Ihre Nachbargemarkungen sind Isen, Westach, Lappach und Thonbach. Die Fläche im Einzugsgebiet der Isen hat eine Höhenlage zwischen 515 m ü. NHN ▼ und 572 m ü. NHN ▼ (ehemalige Hausmülldeponie Baumgartner Bogen).
Der Forst ist ein beliebtes Naherholungs- und Wandergebiet. Er ist von leicht hügeliger Natur, jedoch zieht sich von Norden nach Süden eine schmale, langgezogene Hochfläche. Am Ostrand, aber noch innerhalb des Sollacher Forst befindet sich die Waldkapelle St. Zeno bei Kirchstätt.
Zu den bevorzugten Ausgangsorten zu Spaziergängen und Wanderungen zählen Unterthalham, Willmating sowie Ranischberg und der Wanderparkplatz bei der ehemaligen Kreismülldeponie.
An der durchquerenden Staatsstraße 2084 liegt die ehemalige Kreismülldeponie, die zum größten Teil renatuiert wurde. Die verbliebene Fläche wird als Wertstoffhof und Müllumladestation verwendet.

Blick von Oed über Reschenberg und Oberthalham zum Mittelteil des Sollacher Forst

## Geschichte
In der Uraufnahme von Anfang des 19. Jahrhunderts wird die Fläche als Königlicher Forst das Sallach Holz bezeichnet.
Der Sollacher Forst war ein gemeindefreies Gebiet mit einer Größe von 368,14 Hektar, das am 1. Januar 1977 aufgelöst und in den Markt Isen eingegliedert wurde.
Bis 2016 wurde im südlichen Teil, nahe des Weilers Ziegelstadl, von der Ziegelbrennerei Schlagmann Poroton GmbH in Isen jahrzehntelang Lehm abgebaut, und anschließend renaturiert. Inzwischen ist das Gebiet fast vollständig zugewachsen, und es haben sich in den restlichen Stellen zahlreiche natürlich wirkende Teiche gebildet.

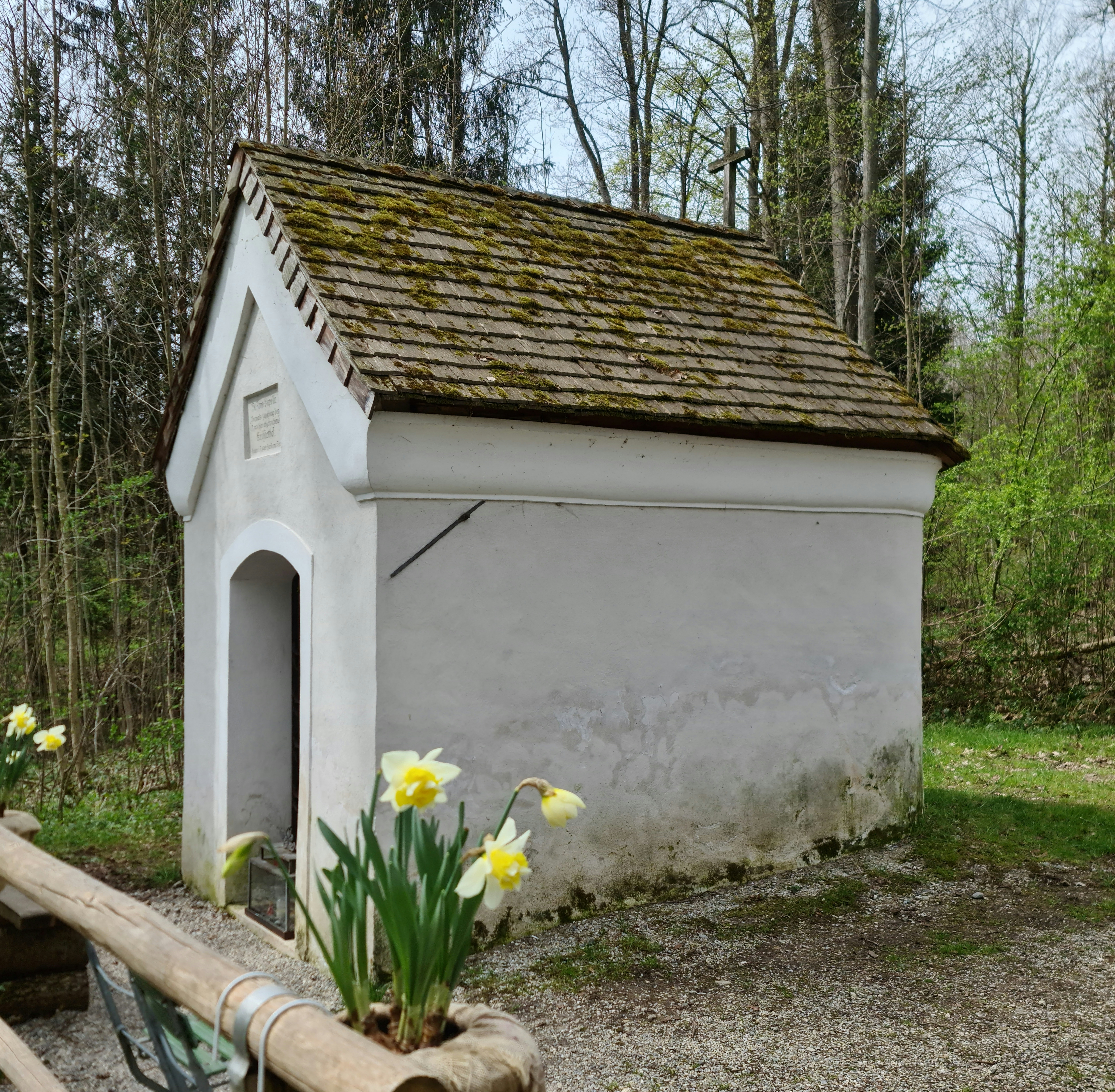
Waldkapelle Kirchstätt
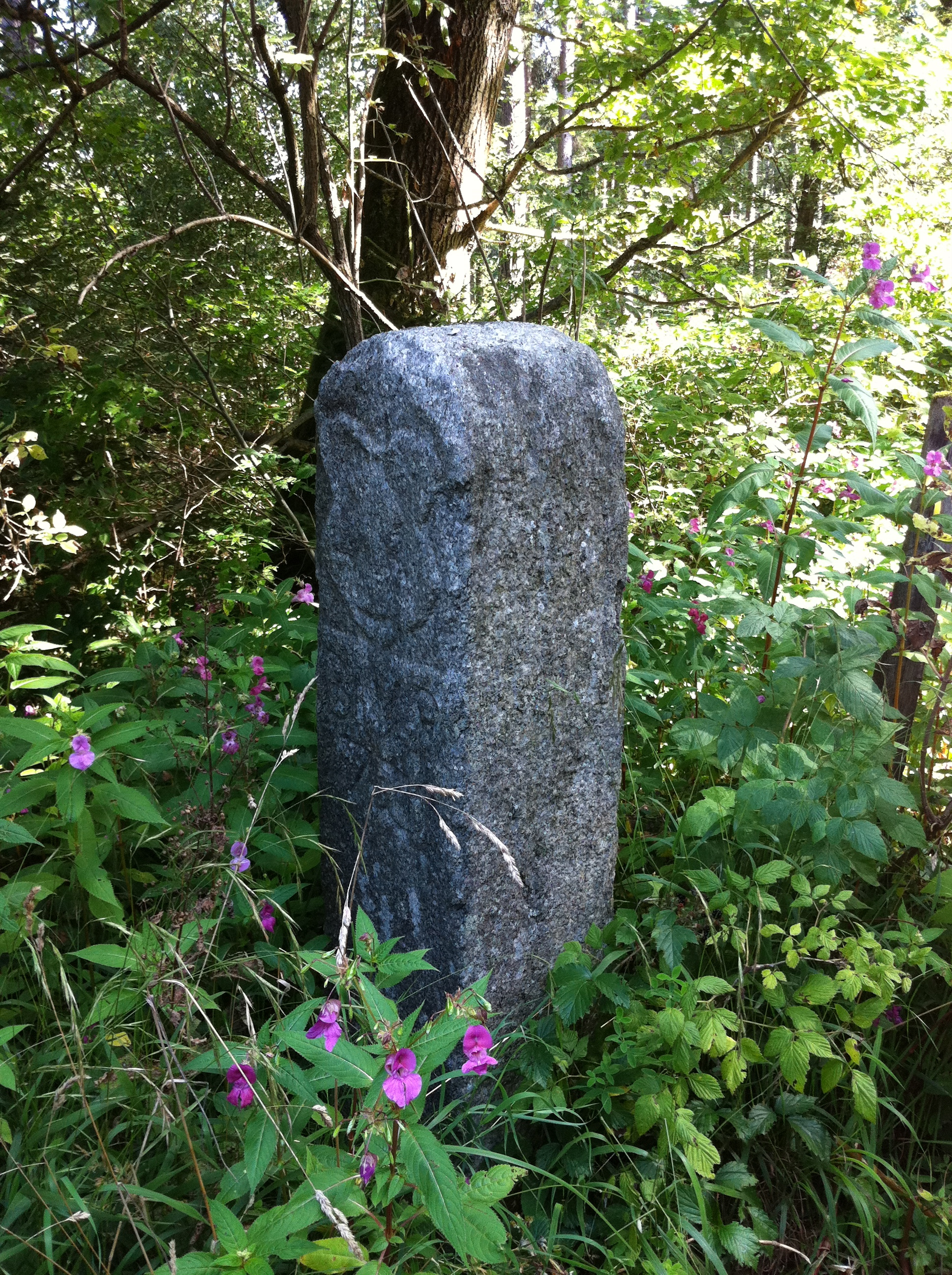
Der Dreiländerstein im Sollacher Forst
Einer der größeren Teiche im Sollacher Forst
Weggabelung im Sollacher Forst